# 悪魔も踏むを恐れるところ
『悪魔も踏むを恐れるところ』（あくまもふむをおそれるところ）は、吉辺あくろによる日本の漫画作品。スクウェア・エニックスの『月刊ガンガンJOKER』にて連載された。

## 登場人物
犬山（いぬやま）
本作の主人公でただのエロ同人作家。ペンネームは「狗狛犬」。アイニーの盟友（アミクス）となる。赤毛でつり気味の目に眼鏡をかけた一見知的な青年だが、中身はかなりのスケベで飛び出す台詞はハレンチなものばかり。よく眼鏡を中指で正す癖がある。一人称は「僕」。相思相愛の純愛を好んでおり漫画にもそれを反映させている。住まいはワンルームマンション。他者を呼ぶ時は「氏」とつける癖がある。
ただの変態のように思えるが、論理的な思考と同時に行動することができる頭脳を持つ。天との戦いでは彼の性格や性癖を利用することで魔術を破り、足止めに成功した。3巻では天の協力により魔力量の拡張に成功し、等身大のオリジナルキャラクター「もえちゃん」を出せるようになった。
アイニー・アルストロアルテルナ
魔王の第23子で本作のヒロイン。金髪のツーサイドテールでクールながらも勝気さを覗かせる美少女。魔術師の母親と魔王から生まれたハーフであり、人間の血を色濃く受け継いでいる。巨乳でツンデレ（デレてはいないと本人は述べている）。頭部の左右からはやや小さめの鉤状の角が伸びている。一人称は「私」。基本的に敬語で「殿」をつけるが、素の口調は「だろう」「なのか」という厳しい口調。炎を扱う魔術を持つ。葵からは読んだ文献の誤解から強力な力を持った悪魔と誤解されていたが、3巻にて大した魔力を持たない弱い悪魔であることを皆に説明したが、誰からも責められることなく受け入れられた。
ある野望を胸に「魔王祭」に参加するが、自分を召喚したのは魔術師（ソロモン）ですらないただの漫画家だった。エロ同人作家でスケベな犬山に呼び出され、しぶしぶパートナーとなることに。彼との絡みでは性的なことに耐性がほぼ皆無なのでしょっちゅう赤面する。
実は弱いのではなく、彼女の力は「誰かのために戦う」ことで真価を発揮する。これは母親から授かった魔術である。このことは妹アミーも知らなかったらしく決戦の際はアイニーの本気を見て腰を抜かし戦意喪失してしまった。
鳥栖 奏（とりす かなで）
犬山の同人仲間で女性漫画家。趣味は触手で周りから「黒の触手姫」というあだ名をつけられている。つり気味の大きな瞳が特徴で髪型はやや紫かかった黒紫のボブカット。ゴシック調のドレスを着ておりリボンやフリルが多い。小柄で貧乳のため実年齢以上に幼く見える。少年っぽい口調で、一人称は「ボク」。さらっと下ネタを言うなど犬山同様の性格の持ち主であり、犬山とは何かと息が合うが、自分のことを「美少女」と名乗った際は多少抵抗があったらしく、顔を赤くして照れている一面がある。回が進むごとに段々と羞恥心を見せるようになっていった。また趣味が触手だけあって、触手のことになると興奮してハイテンションになる。ただし触手に絡まれたいというわけではなく、触手の気分で漫画を描いているという。両親、弟と実家暮らし。
2巻では犬山に好意らしきものを覗かせている。
バラム
アイニーの弟で「魔王祭」の優勝候補とされる悪魔（サタン）。鳥栖の盟友となる。巨体の青年で強面。頭部の左右からは雄羊にも似た巻き角が生えている。一人称は「我」。雷を扱う魔術を持つ。好きな動物は熊。実は未成年。頭部の角はアイニーより大きく目立つのでクマを模したフードで隠している。
外見に反してオヤジギャグを好んでおり、台詞もフレンドリーなものが多い。姉であるアイニーを信頼しており、勝負に負けた際は潔く引き下がり彼女なら安心して魔王を任せられると述べた。
鳥栖の実家にホームステイという形で一緒に暮らしており「マカオ（「魔界」と言ったのを鳥栖が慌てて訂正）」から来たということになっている。
天馬 葵（てんま あおい）
「赤の教団」の団員。「赤ずきん」の異名を名乗る魔術師の女子高生。その名の通り頭巾をかぶっており、ミニのスカートを穿いている。前髪で左の目元が隠れているのが特徴。カラーでの髪色はピンク。「〜ですわ」というお嬢様口調で喋る。アイニーに憧れており呼び出そうとしたところ先に犬山に召喚されてしまい、自分はケルベロスという小さな子犬の盟友となってしまう。そのため最初の標的を犬山に絞り、フードコート内で勝負を仕掛けてきたが、「精霊魔術」を使えるという犬山と鳥栖のハッタリを真に受け戦意喪失し、敗北を認めた。以後は犬山の盟友となって協力者となる。特に鳥栖とは仲がよく同校のOBということもあり「お姉様」と呼び慕っている。逆に犬山に関しては「変態メガネ」と蔑みかなり嫌っている。犬山のデタラメを知った時は大層怒ったが、憎んではいなかったようでその後も仲間として接する。
ケルベロスを「駄犬」と蔑むことが多いが、実際はかなりの親バカで可愛がっている。
ケルベロス
葵に召喚された悪魔だが、額から一本角が生えている以外はどう見てもただの子犬。3匹揃うと合体するそうだが2匹はすでに里親に引き取られている。アイニーからはペットと勘違いされていたが、立派な魔王の子で実はバラムの姉にあたる。言葉は喋れないが自我や感情は持っており怒ると角が黒くなる。
触手魔法を使用でき、イカやタコにも似た複数の触手を呼び出せるほか、ピンポイントに触手を呼び出して相手を即座に拘束できる。
天馬 天（てんま そら）
犬山が魔術師ですらないと知り、激怒した葵の前に現れた男。冷酷さを感じさせる容貌で長い前髪が左目を隠しているなど、どこか葵と似た雰囲気をかもし出している。重力を操る魔術と瞬間移動（実は高速で動いているだけ）の魔術を扱う。口癖は「躾が必要だな……」。
正体は葵の実兄で天馬家の次期当主。「赤の教団」の副リーダーで実力は非常に高く、高飛車な葵も対峙しただけで震え上がったほど。実力を裏づけするように魔術学校を首席で卒業した経歴を持つ。しかしながら魔王祭に対する興味は薄く、ベリトという婚約者（自称）を得たことで当人は満足していた。そのため犬山に戦いを挑んだのも、ベリトの意志に従ってアイニーと対決させるためであった。
登場時はかなりシリアスでクールなキャラを見せていたが、実は「小さな足で踏まれるのが大好き」という性癖を持った作中屈指の変態。隙あらば妹にまで踏んでもらおうと思っていた。アイニーからは「ゴミを見るような目」で見られた。「黒の触手姫」こと鳥栖のファンで彼女が描いた同人誌を持ち歩いており、さらには犬山の大ファンで即売会に足を運んだこともあり、彼を神絵師と呼んで尊敬している。
犬山との対決では重力波の魔術によって圧倒したが、「重力波の重さがベリトに踏まれていたのと似ている」と聞くと自分自身に重力波を掛け始めたため、ベリトに興醒めされ撤退となった。
犬山とは決着がつかないまま協力者となったものの、前述の理由から争う理由もない様子。
ベリト
アイニーの専属メイド。メイド服を常に着ており胸元が開いているため扇情的なデザインとなっている。肩口で切り揃えた紫の髪に左右のもみ上げを三つ編みにして、頭部の左右から長い角が生えている。クールで大人びた美貌の持ち主。犬山とほぼ同じで背丈の長身で鳥栖も羨ましがるかなりの巨乳の持ち主。実はアイニーの「いとこ（漢字では表記されていない）」でメイドをやっていたのはただの趣味から。食欲旺盛で食べることが何よりも好き（大食い）。武器は大鎌。
2巻では「シアン」と名乗り天の盟友となって「魔王祭」に参加していたことが明かされた。当初は黒のローブと鹿の頭骨で素顔を隠しており、アイニーに正体を見破られたことで素顔を晒した。天からは一方的に惚れられており、「フィアンセ」として扱われている。
「アイニーを殺すために魔王祭に参加した」と述べ、彼女との決着を求めるが犬山たちの奮闘によって興をそがれ撤退した。内心では戦いたくないらしく以後は積極的に手出しをしてくることはなくなった。その理由は、「アイニーのプリンを食べてしまったことで恨まれている」と誤解したため。本当は殺す気などなく「解雇させないための脅し」のつもりだった（それでより嫌われてしまう可能性には気づいていなかった）。誤解は晴れて仲直りを果たした。その後は完全に味方となり、アミーとの戦いに加勢しようとする姿が見られた。
最終巻の裏漫画によれば、天のことはまんざらでもない様子。
マカロン宇佐美（マカロンうさみ）
週間ドンドンという雑誌で連載中の女性漫画家。アニメにもなった大人気作品を連載しており、犬山や鳥栖にとって憧れの存在。見た目は小柄な少女に近く、長くカールしたもみ上げと長いまつげが特徴。ウサギの耳を模したヘアバンドをつけている。どこかおっとりとした雰囲気をかもし出しているが、相手の心情に踏み込む意見を率直に述べる厳しさも持つ。
彼女もまた魔術師であり、わずか1か月（それも連載の合間に）で才能を開花させ高い実力を得ている。「うサタン」という「うさたんシリーズ（前作『絶対☆霊域』に登場）」のぬいぐるみをいつも持っており、戦闘ではこれを巨大化させた魔術の形を生み出し犬山を圧倒した。犬山との決戦ではさらにパワーアップさせた第二形態こと筋肉うさたんも用いている。
犬山にはかなり目をかけているらしく、その場では勝負をつけず後日改めてということにし、彼に修行をつけさせる機会を与えた。敗北したら自分のアシスタントになるという条件をつけており、自分のもとで漫画家として力をつけてほしいという願いもある模様。
その後、修行によってパワーアップした犬山の「もえちゃん」の連携攻撃により服を脱がされ、さらに鳥栖から触手責めにすると脅され敗北を認めた。
アミー
本作の最終ボス。
マカロン宇佐美の盟友で「妖炎のアミー」と呼ばれる高位の悪魔。炎を扱う能力を持つ。容姿はアイニーをより幼くしたような感じで貧乳。ツインテール。礼節とはかけ離れた振る舞いばかりでよく悪戯っぽく笑っては八重歯を晒すが、本質は素直になれない子供。アイニーとは同じ母から生まれた同腹の妹。葵が読んだ文献に書かれていたのはアイニーではなく彼女のほうであり、他の悪魔を凌駕する凄まじい力を持つ。
昔から虐められていた姉を助けようとしたことがあるが、アイニーは巻き込みたくないという理由から助けを拒んでいた。そのことで「妹を信じていない」と誤解してしまい、アイニーに対して強い対抗意識を持つようになってしまった。しかし、最終的にアイニーとの一騎討ちに敗れたことで真意を明かされ和解した。

## 用語
魔王祭
666年に一度開催される次代の魔王決定戦。悪魔は召喚した人間（魔術師）と契約し、力を貸して戦わせることとなる。基本的に魔術師と魔術師の戦闘になるが、例外として悪魔同士の戦いも起こり得る。ただし悪魔が人間に攻撃したり、その逆もできない。また殺害行為は禁止されている（言い換えれば死なない程度に痛めつけるのは可とされる）。
悪魔（サタン）
魔界に住まう住人を指すが、作中に登場している悪魔は多くが魔王の子息息女である。ただしベリトのように例外もいる。
魔術師（ソロモン）
読んで字のごとく魔術を扱う者を指す。
盟友（アミクス）
悪魔のパートナーになった者を指す。この場合、パートナーになった人間が悪魔の力を行使することが可能となり、その人間の力量に応じて効力は増減する。魔術の才能がない者でも修練を積めば威力の底上げが可能。戦闘行為は禁じられているが、力を貸すなど援護は可能。敗北した者は、そのまま退場するか勝者の盟友になるかを選択できる。
盟王（ロード）
敗北した盟友を従える者を指す。劇中では犬山のみが該当。
赤の教団
魔術師の集まりということ以外はどのような組織かは不明。副リーダーは「天馬 天」。その妹である「葵」も一員である。

## 書誌情報
- 吉辺あくろ 『悪魔も踏むを恐れるところ』、スクウェア・エニックス〈ガンガンコミックスJOKER〉、全3巻
  1. 2015年10月22日発売[1]、ISBN 978-4-7575-4768-1
  2. 2016年1月22日発売[2]、ISBN 978-4-7575-4865-7
  3. 2016年6月22日発売[3]、ISBN 978-4-7575-5018-6